# Bayside Marketplace
Bayside Marketplace è una galleria commerciale a Downtown Miami in Florida. Si trova tra Bayfront Park a sud e il Kaseya Center a nord.  Come il nome Bayside suggerisce, si affaccia sulla Baia di Biscayne.

## Struttura
Il complesso è stato aperto nel 1987, durante uno dei principali boom del settore immobiliare. Invece di essere concepito per rivitalizzare una determinata area, come avviene di solito con strutture del genere, Bayside è stato realizzato per completare un porto turistico esistente. La struttura è caratterizzata da:
- un'area di 21,000 m2;
- più di 120 negozi;
- attività commerciali su 2 piani
- parcheggio per 1.200 posti auto.

Il centro è di proprietà e gestito dalla società di Chicago General Growth Properties e viene visitato da circa 15 milioni di persone l'anno.
È servito dalla Metropolitana di Miami con la fermata del Metromover di College/Bayside. Il centro commerciale è stato più volte citato nella serie televisiva Miami Vice.

## Galleria d'immagini

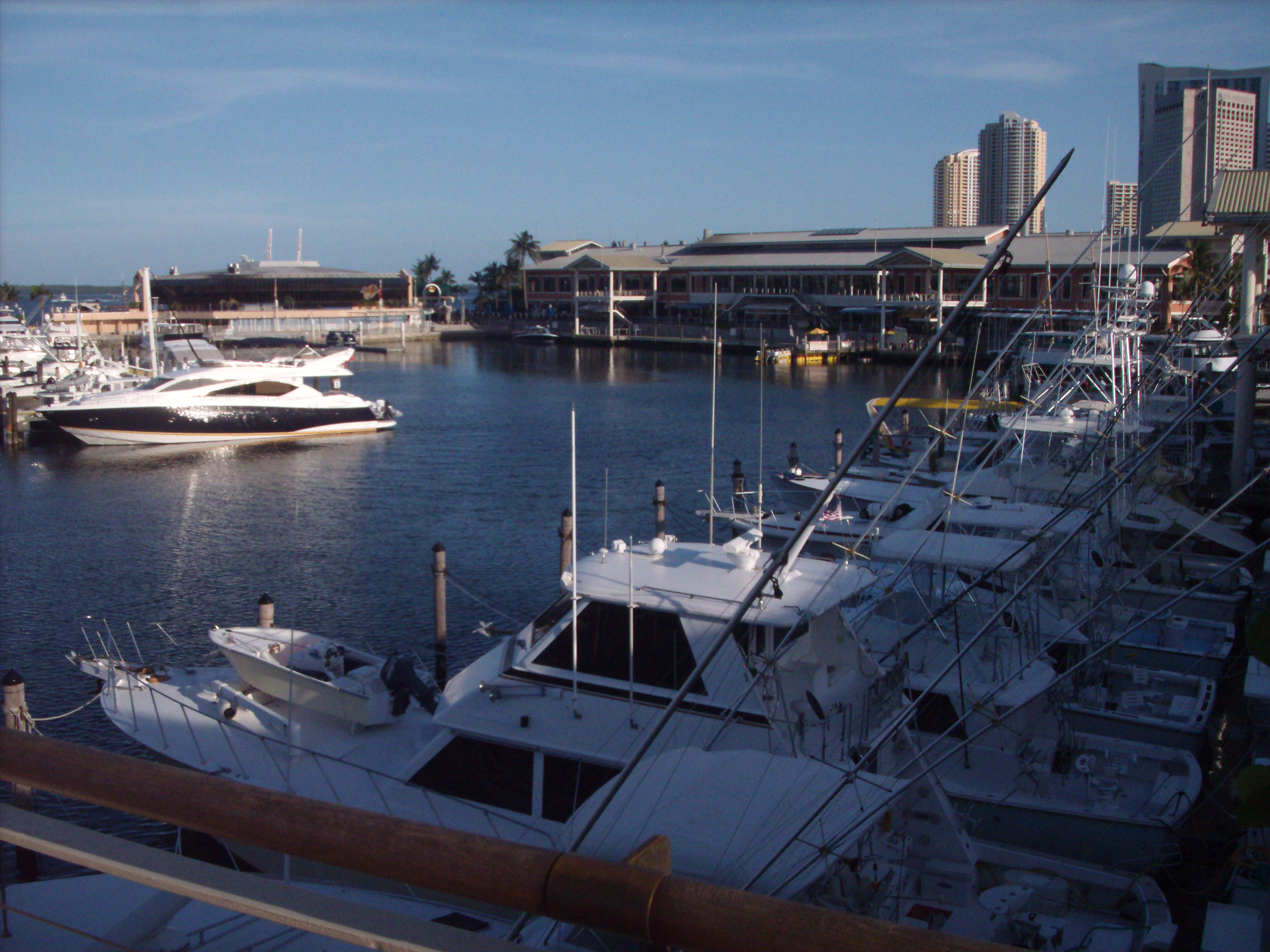
Bayside da nord verso sud
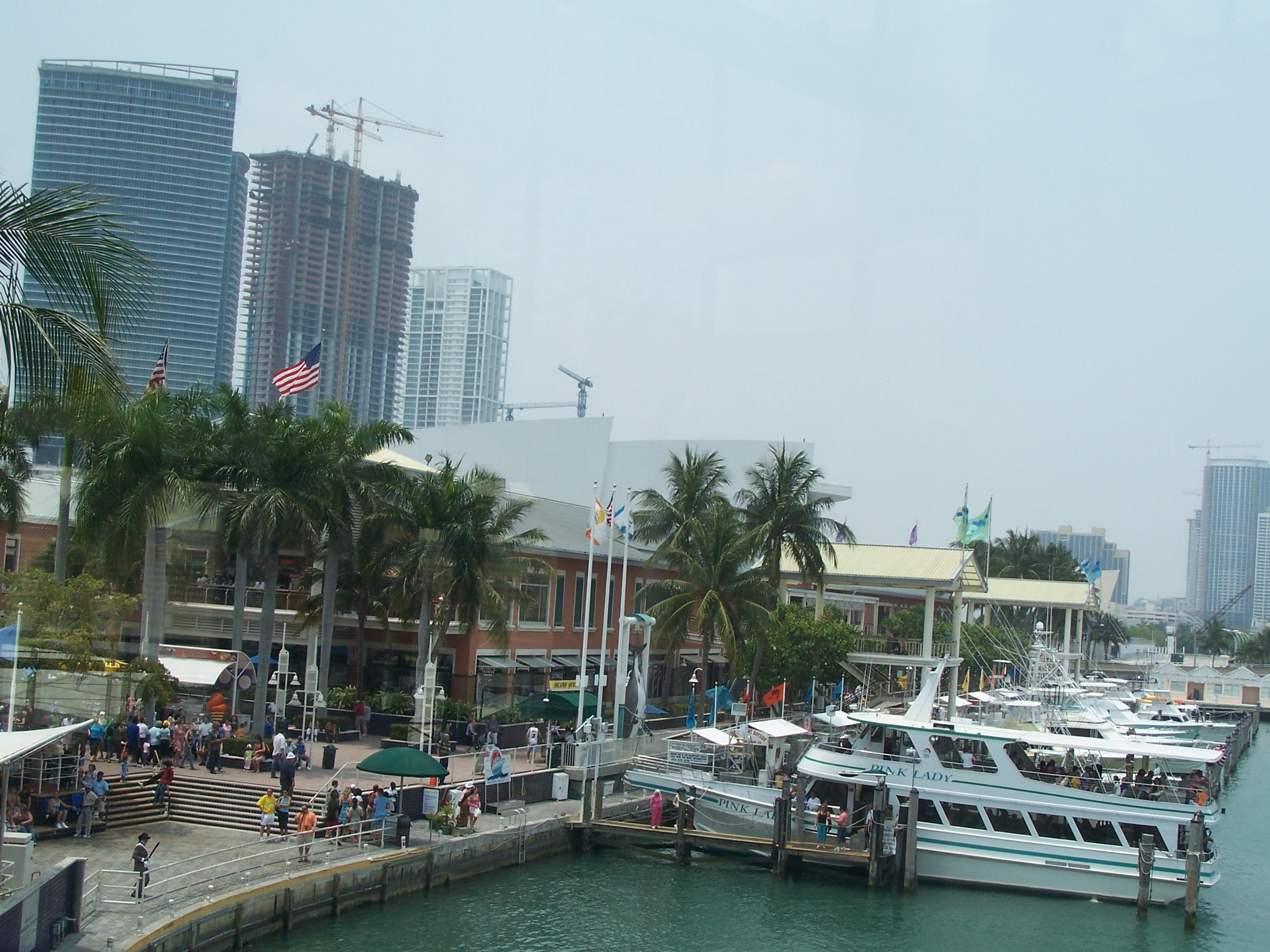
Bayside da sud verso nord
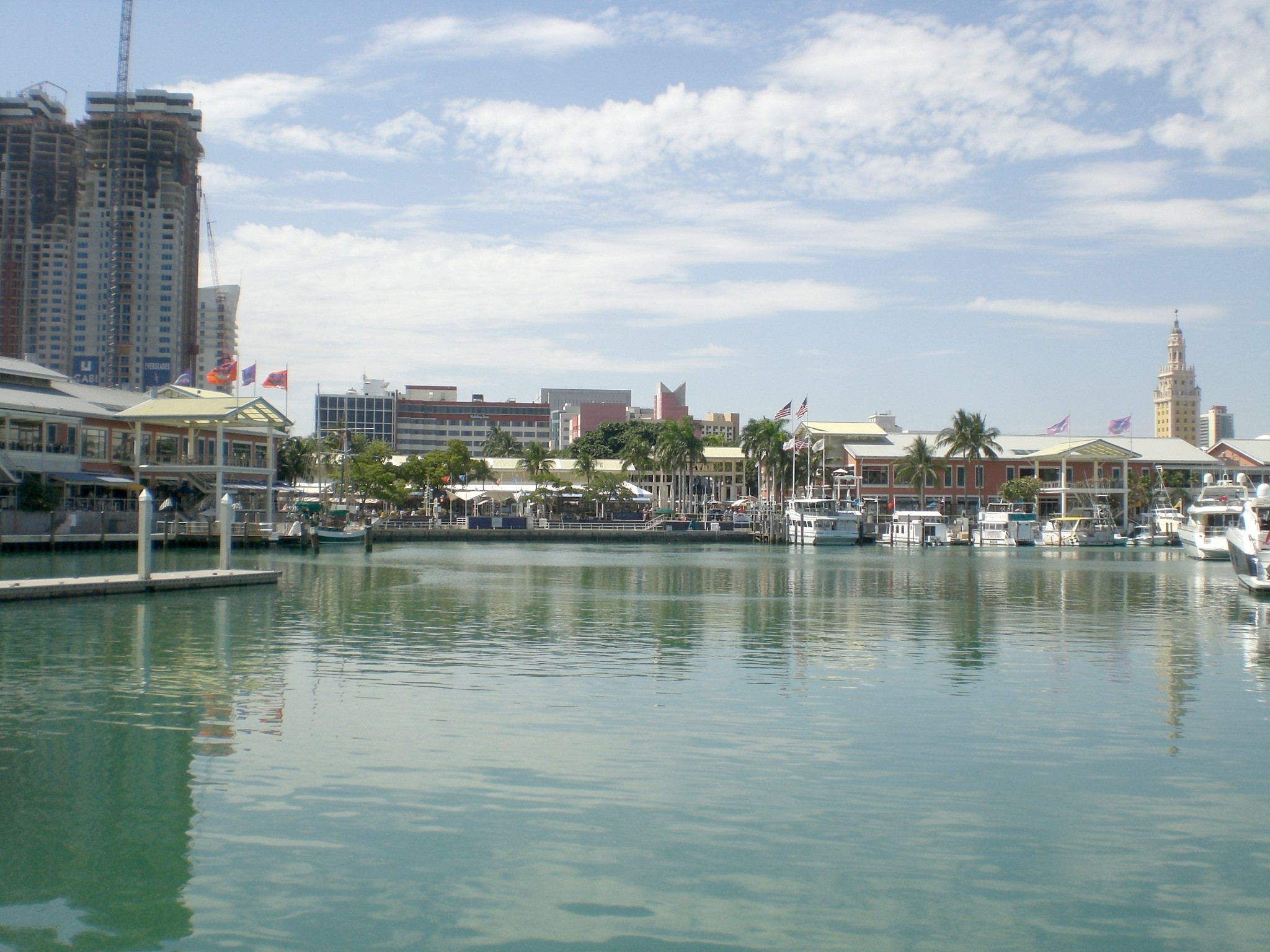
Bayside da est verso ovest
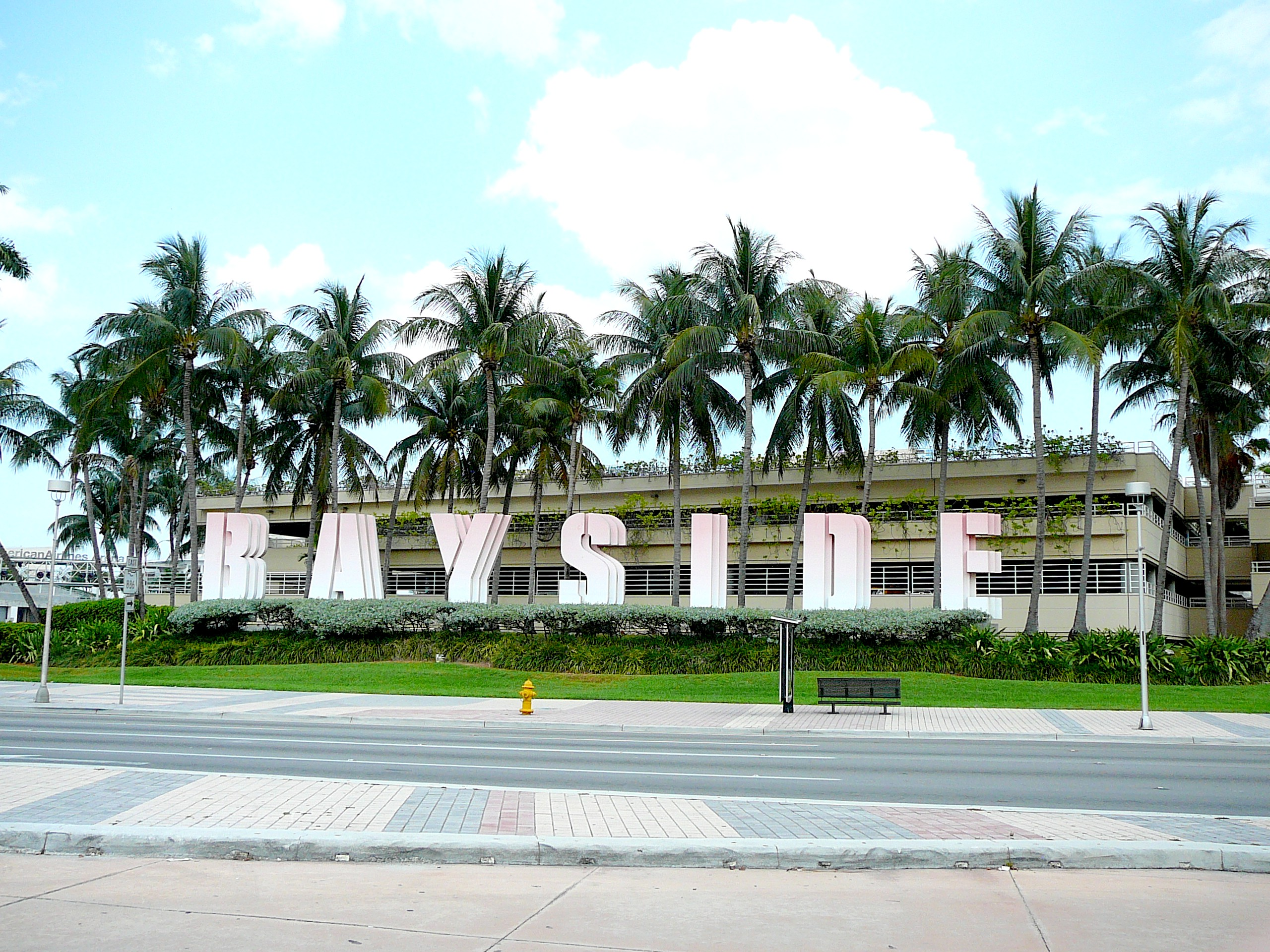
Parcheggio
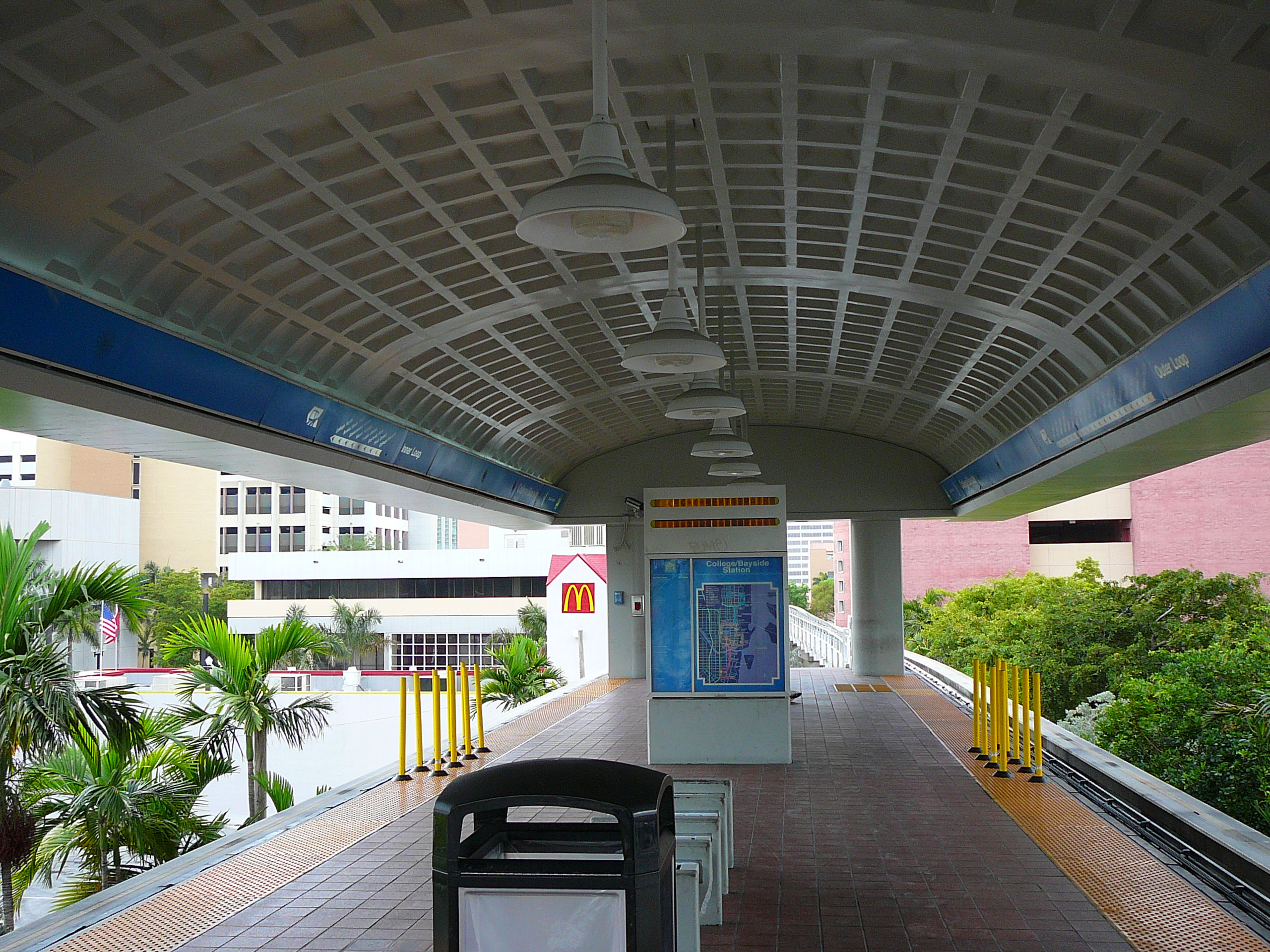
Stazione di College/Bayside